# Commenailles
Commenailles es una localidad y comuna francesa situada en la región de Franco Condado, departamento de Jura, en el distrito de Dole y cantón de Chaumergy.

## Demografía
| 710 | 687 | 608 | 662 | 688 | 720 | 743 |
| Para los censos de 1962 a 1999 la población legal corresponde a la población sin duplicidades (Fuente: INSEE [Consultar]) |     |     |     |     |     |     |